# 徳島県道157号小島停車場線
徳島県道157号小島停車場線（とくしまけんどう157ごう おしまていしゃじょうせん）は、徳島県美馬市を通る一般県道である。

## 概要

### 路線データ
- 起点：徳島県美馬市穴吹町三島字小島（JR四国徳島線 小島駅）
- 終点：徳島県美馬市穴吹町三島字小島（国道192号交点）
- 距離：0.166 km[1]

## 歴史
- 1959年（昭和34年）1月31日 - それまでの徳島県道小島停車場脇町線を区間変更する形で徳島県道36号小島停車場線が指定。
- 1972年（昭和47年）3月10日 - 現在の157号小島停車場線に。

## 地理

### 通過する自治体
- 徳島県
  - 美馬市

### 交差する道路
| 交差する道路 | 交差する場所     | 交差する場所 |
| ------------ | ---------------- | ------------ |
| 国道192号    | 穴吹町三島字小島 | 終点         |

### 沿線
- JR四国徳島線 小島駅